# Tipula cretensis
Tipula cretensis är en tvåvingeart som beskrevs av Vermoolen 1983. Tipula cretensis ingår i släktet Tipula och familjen storharkrankar. Inga underarter finns listade i Catalogue of Life.